# 笑いを売った少年
『笑いを売った少年』（わらいをうったしょうねん、Timm Thaler）は、ドイツの児童文学作家、ジェイムス・クリュス（James Krüss）が1962年に発表した児童小説である。
日本語版は、2004年3月に森川弘子訳・解説により、未知谷（みちたに）から出版。ISBN 4-89642-097-7。
誰の心でも明るくさせる笑いを持ったティム・ターラーが謎の紳士と「笑い」と「全ての賭けに勝つ力」を交換したことで起きる事件の顛末を描く。賭けにより財を得たティムが人間としての存在を問い直し契約を取り消そうと紳士を追いかける中で多くを学ぶのがテーマである。
クリュスの鋭い言語感覚は勿論だが放送作家として経歴を生かしたハコ書きのテクニックにより物語に登場する人々を同時進行で動かす点もユニークである。資本主義や国際政治の暗部を指摘するなど「子供自身に考えさせるスタンス」の作家の彼はドイツではミヒャエル・エンデ、エーリッヒ・ケストナーと並ぶ（1968年に国際アンデルセン大賞受賞）とされるが日本では本作を含め多くは紹介されていない。